# South Amherst (Ohio)
South Amherst es una villa ubicada en el condado de Lorain en el estado estadounidense de Ohio. En el Censo de 2010 tenía una población de 1688 habitantes y una densidad poblacional de 261,53 personas por km².

## Geografía
South Amherst se encuentra ubicada en las coordenadas 41°20′46″N 82°14′7″O / 41.34611, -82.23528. Según la Oficina del Censo de los Estados Unidos, South Amherst tiene una superficie total de 6.45 km², de la cual 6.4 km² corresponden a tierra firme y (0.8%) 0.05 km² es agua.

## Demografía
Según el censo de 2010, había 1688 personas residiendo en South Amherst. La densidad de población era de 261,53 hab./km². De los 1688 habitantes, South Amherst estaba compuesto por el 96.21% blancos, el 0.41% eran afroamericanos, el 0.65% eran amerindios, el 0.06% eran asiáticos, el 0% eran isleños del Pacífico, el 0.53% eran de otras razas y el 2.13% pertenecían a dos o más razas. Del total de la población el 2.73% eran hispanos o latinos de cualquier raza.